# Kings Park Stadium
O Kings Park Stadium, também conhecido por ABSA Stadium por razão de patrocínios, é um estádio localizado na cidade de Durban na África do Sul construído em 1891 usado principalmente para jogos de rugby e futebol, atualmente tem capacidade para 55 mil espectadores. O estádio foi uma das sedes da Copa do Mundo de Rugby de 1995.
Atualmente o estádio é a casa do Natal Sharks (time de rugby), do Golden Arrows e Amazulu FC (ambos de futebol).
Próximo deste estádio foi construído o novo Moses Mabhida Stadium para o Mundial FIFA 2010, tendo já sido decidida a demolição do Kings Park.